# أولورون سانت ماري
اولورون سانت ماري (النطق الفرنسي: [lɔʁɔ̃ sɛ̃t maʁi]) هي بلدية في مقاطعة بيرينيه أتلانتيك في منطقة بيرن في الجنوب غرب فرنسا.

## تاريخ
تأسست المدينة من قبل الرومان في القرن الأول ثم عرفت باسم إيلورونينسيوم  تقع على الطريق الروماني بين مدينتي داكس وسرقسطة وكان موقعها استراتيجيًا وقد أصبح غراتوس أوف أولورون المعروف اليوم باسم القديس غريت في عام 506 أول رئيس أساقفة معروف لأبرشية أولورون القديمة المعروف آنذاك باسم «إيلورو».
وتاريخ المدينة خلال فترة الهجرة غير معروف وفي عام 1080 قام فيكونت سينتول الخامس ببناء مدينة جديدة تدعى اولورون "Oloron" (نسخة القرون الوسطى من الاسم الروماني Iluro) على الجانب الآخر من النهر من مركز الأبرشية. أعاد فيكونت الخامس الجدران الرومانية وأسس مدينة اولورون القوية التي قد استخدمت كقاعدة لاستعادة أراغون التي كانت تحت سيطرة موريس وقد تم بناء كاتدرائية أولورون في بداية القرن الثاني عشر. كانت مدينة ألورون الواقعة في منطقة فيسكونتال مدينة سانت ماري على الأسقفية لكن تفوق اولورون في صناعة المنسوجات والإدارة التجارية مع إسبانيا جعل سانت ماري متفوقة اقتصاديًا على اولورون
وكان القرن الثامن عشر بداية إحياء سانت ماري حيث سمحت نهاية الحروب الدينية الفرنسية بالترميمات والمباني الدينية الجديدة في المدينة كاتدرائية معهد اللاهوت وكنيسة سان بيير علاوة على ذلك أدى الازدهار التجاري المستمر مع إسبانيا إلى تسريع بناء طرق اتصالات ونقل أفضل في أولورون وسانت ماري.
وإبان الثورة الفرنسية فقدت اولورون أبرشيتها لصالح بلدية بايون لكنها اكتسبت أهمية إدارية من خلال أن يصبح أحد المحافظات الفرعية للجمهورية الجديدة. في عام 1858 فرض الوصي الإمبراطورة أوجيني إعادة توحيد مدينتي أولورون وسانت ماري.

## جغرافية

### موقعها
تقع عند سفح نهر بيرينيه، 50 كم من الحدود الإسبانية و 100 على بعد كيلومتر من المحيط الأطلسي، تقع اولورون عند التقاء اثنين من الأنهار الجبلية، نهر داسبي ونهر دي اوسا اللذان يندمجان معا لتشكيل حدود اولورون. وعاصمة اولورون اوت بيرن أيضا تقع عند نقطة أصل ثلاثة وديان أوت بيون: وادي أسبي ووادي أوساو ووادي باريتوس.
ومن البلديات المجاورة: Esquiule و Moumour و Ledeuix و Estos و Cardesse و Monein و Goès و Précilhon و Escout و Herrère و Ogeu-les-Bains و Buziet و Arudy و Escot و Asasp-Arros و Lurbe-Saint-Christau و Eysus و Gurmençon و Bidos ، Agnos و FEAS .

### مناخ
تتمتع المدينة بمناخ محيطي مع شتاء معتدل ورطب وصيف باردو معتدل الدفء مع امطار غزيرة جدًا (فوق 900 مم في السنة) وتتركز في الغالب خلال موسم الشتاء

## اقتصاد
يهيمن على اقتصاد أولورون شركتان صناعيتان مشهورتان جدا
* شركة Lindt & Sprüngli لصنع شوكولاتة.
* وشركة Safran Landing Systems في بلدة بيدوس المجاورة تقوم بتصنيع معدات هبوط الطائرات.
تشتهر اولورون أيضًا بالسكان الذين يعشقون القبعات وبأنها عاصمة القبعات الباسكية على الرغم من أن تجارة القبعات قد وقعت ضحية للانهيار الواسع النطاق لأعمال المنسوجات الأوروبية بالإضافة إلى تغيير الموضات واليوم بقيت شركة قبعة صغيرة واحدة في أولورون وهذه هي شركة Béatex التي توظف ما يقرب من 80 شخصًا.
وتستفيد المنطقة أيضًا من قطاع الزراعة النشط، الذي يشمل تربية الحيوانات والزراعة العامة وكذلك إنتاج الذرة وهي أيضًا جزء من المناطق المحددة من قبل AOC والتي يحق لها إنتاج جبن النعاج (Ossau-Iraty).

## المواصلات
يمر خط السكة الحديد من باو إلى كانفرانك عبر اولورون وتخدم محطة سكة حديد TER Aquitaine التي تشغل ثمانية قطارات يوميًا إلى باو وستة قطارات إلى بيدوس.
ويتم توفير وسائل النقل العام في المدينة من قبل شركة تسمى La Navette والتي تدير ثلاثة خطوط حافلات.
هيرر ايرو Herrère Aéro هو مطار يبعد خمسة كيلومترات جنوب شرقاولورون. يتم استخدامه في الغالب للطيران الخفيف والترفيه.

## الثقافة والتراث

### لغة
اللغة المحلية العامية هي لهجة بيرني إحدى لهجات لغة جاسكون. إحدى المدارس الابتدائية الثمانية في اولورون هي Calandreta ، وهي مدرسة ثنائية اللغة فرنسية Bearnese.

### المعالم المعمارية والتاريخية

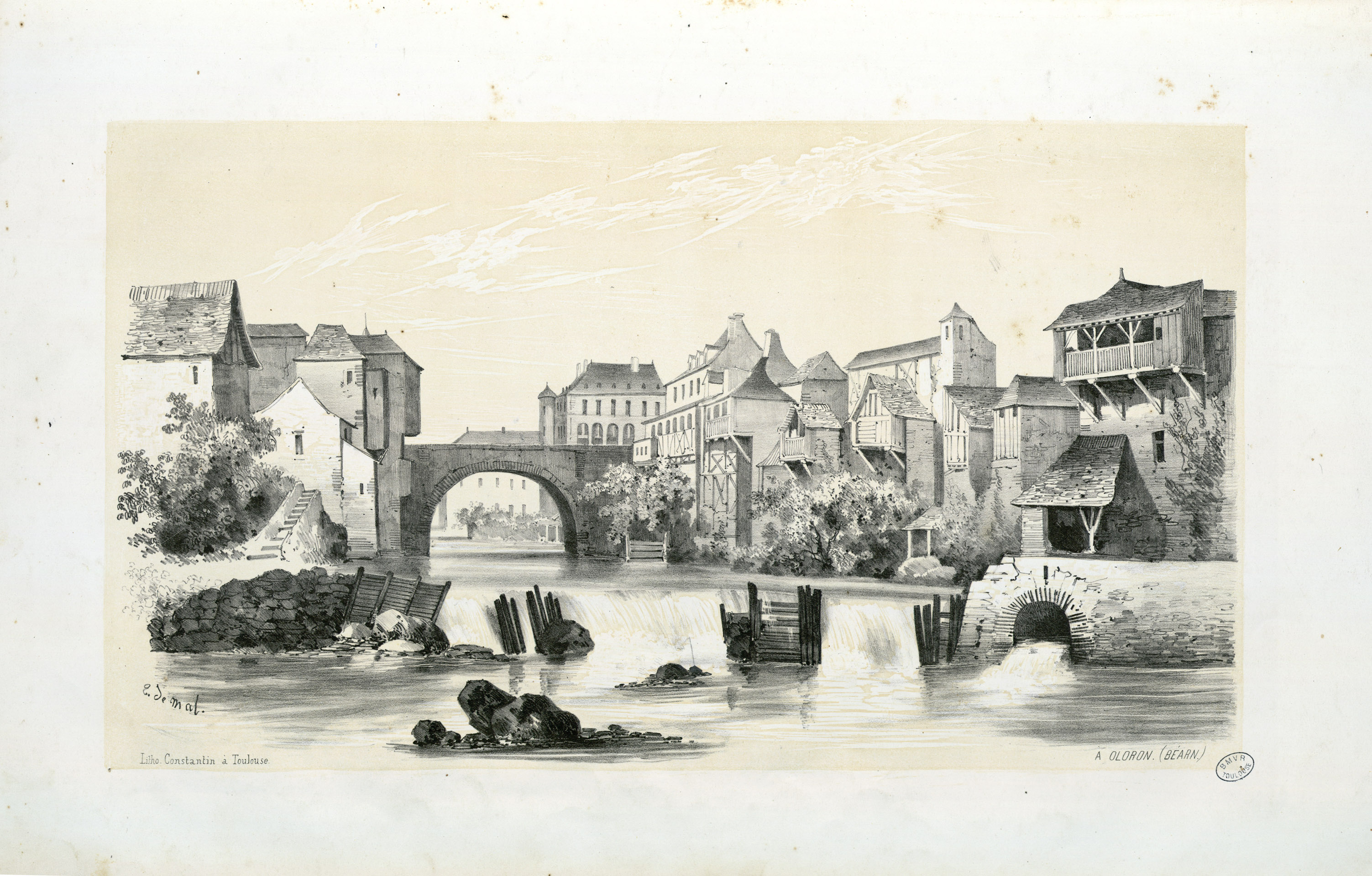
اولورون في عام 1843 ، بواسطة يوجين دي مالبوس

تلقت المدينة تسمية المدن والأراضي الفرنسية للفنون والتاريخ في نوفمبر 2006.
- القرن الثالث عشر برج غريدي (Grède)
- مبنى البلدية السابق والسجن، المصنفان في عام 1987 ضمن المعالم التاريخية
- الجدران المحصنة
- قلعة ليغجنون التي تعود للقرن السادس عشر
- المبنى الذي يعود تاريخه إلى القرن السابع عشر في شارع بوموني، المصنف في عام 1943 على أنه نصب تاريخي
- بارك بوميه
- «بيت التراث»
- حصلت مكتبة الوسائط العامة على جائزة المربع الفضي (Equerre d'Argent) المعمارية في عام 2010 (مهندس معماري: باسكال جودوت).
- كاتدرائية أولورون
- كنيسة سانت ماري

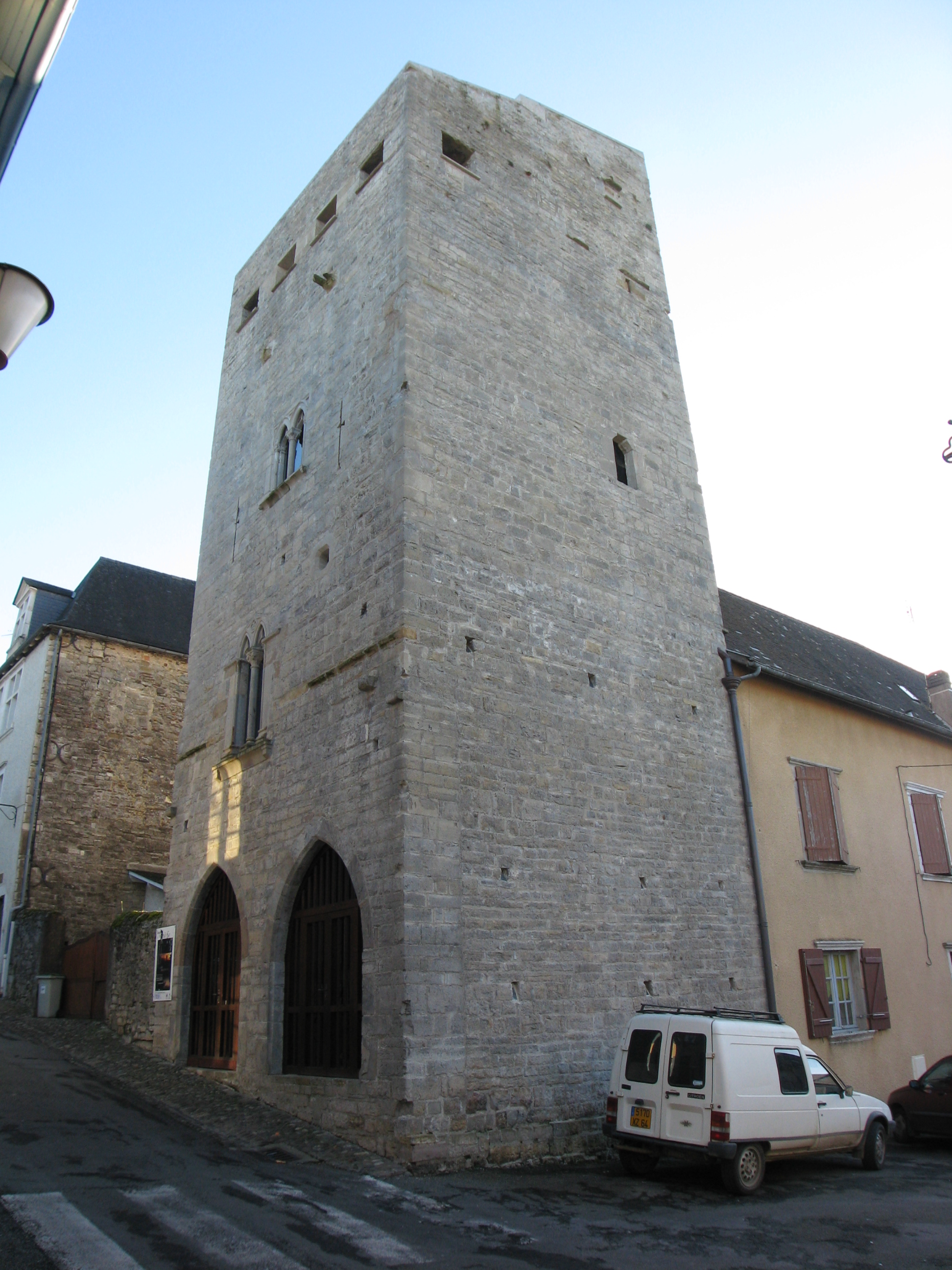
جولة في Grède
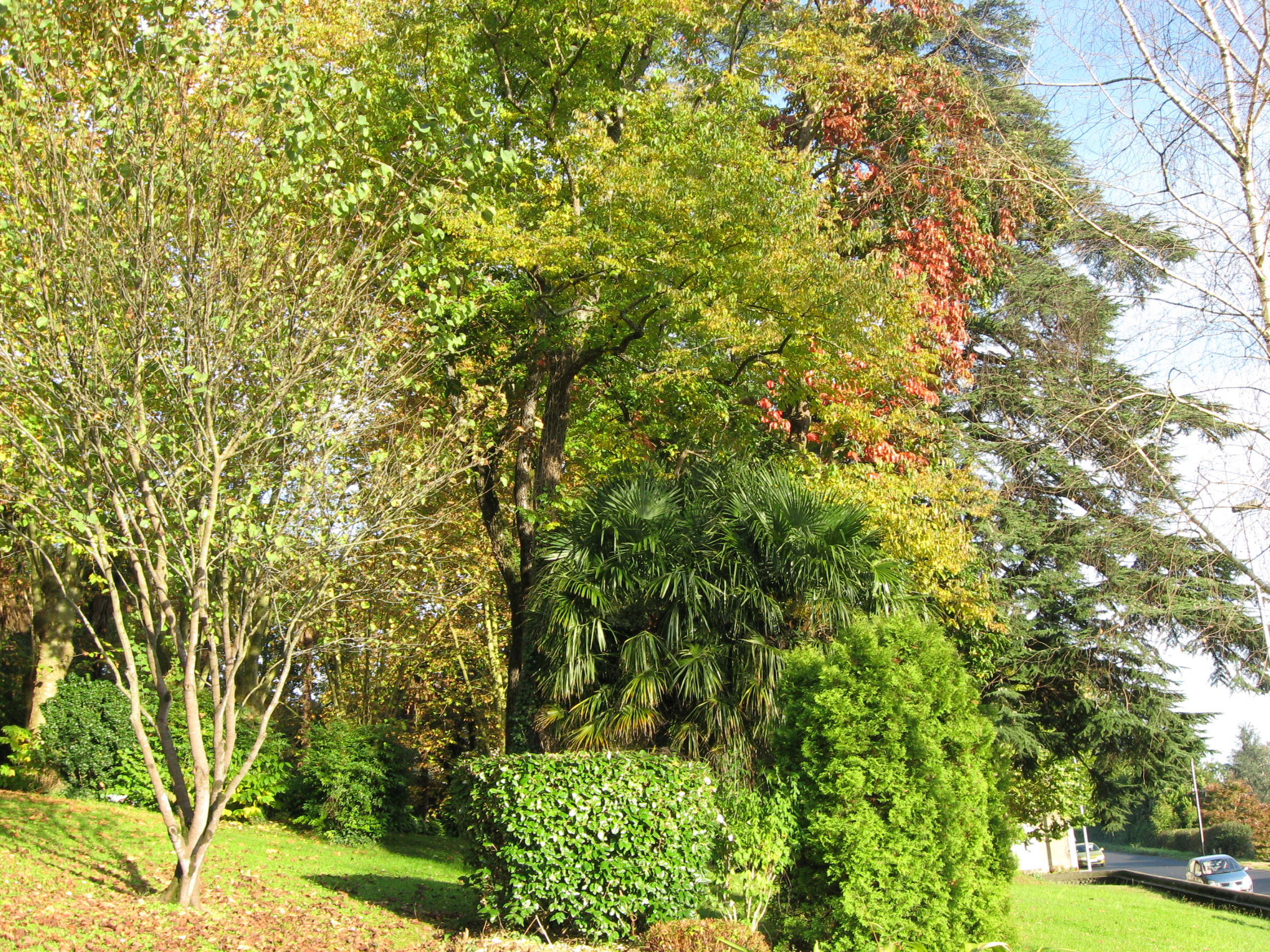
بارك بومي
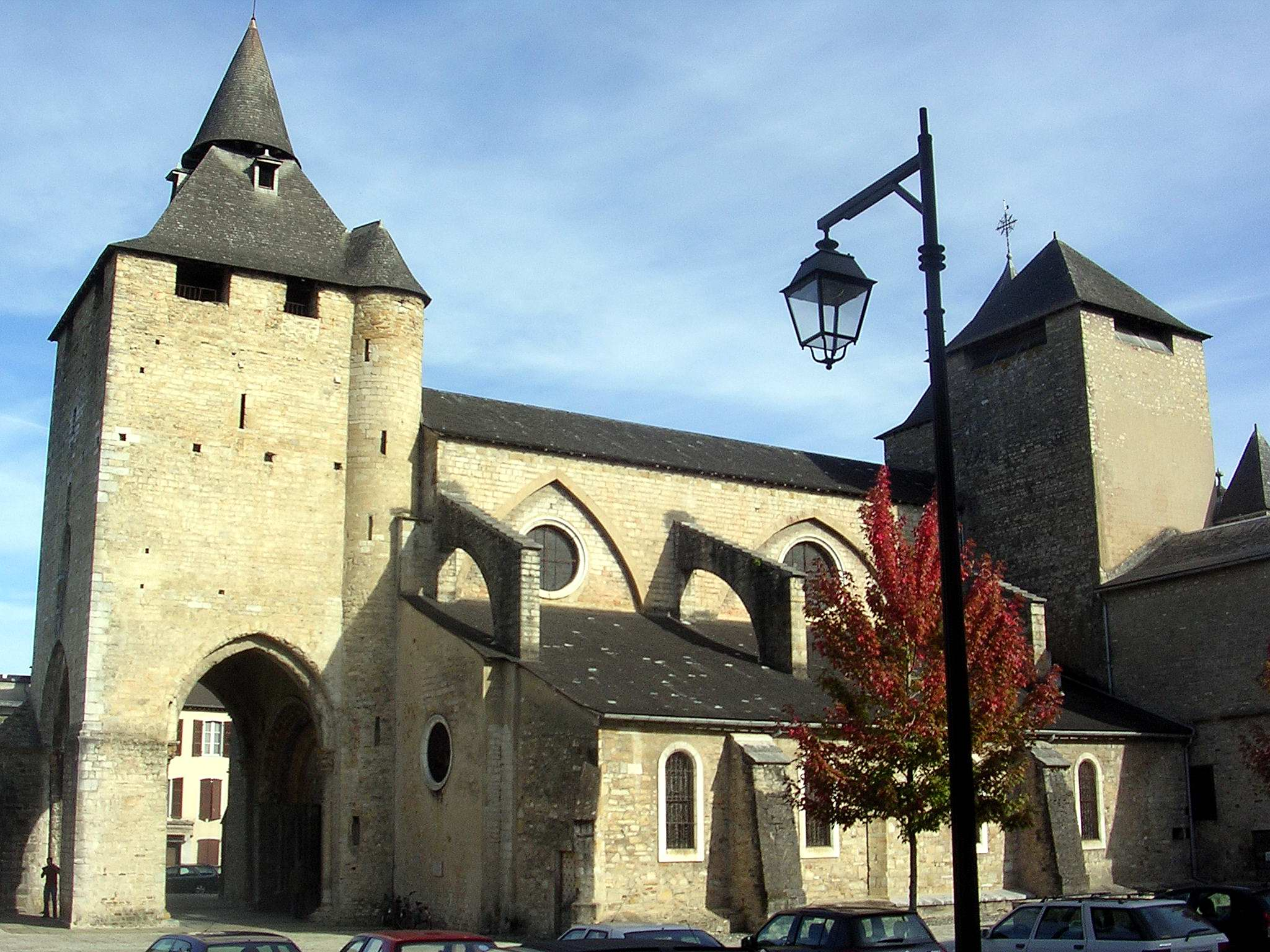
كاتدرائية سانت ماري
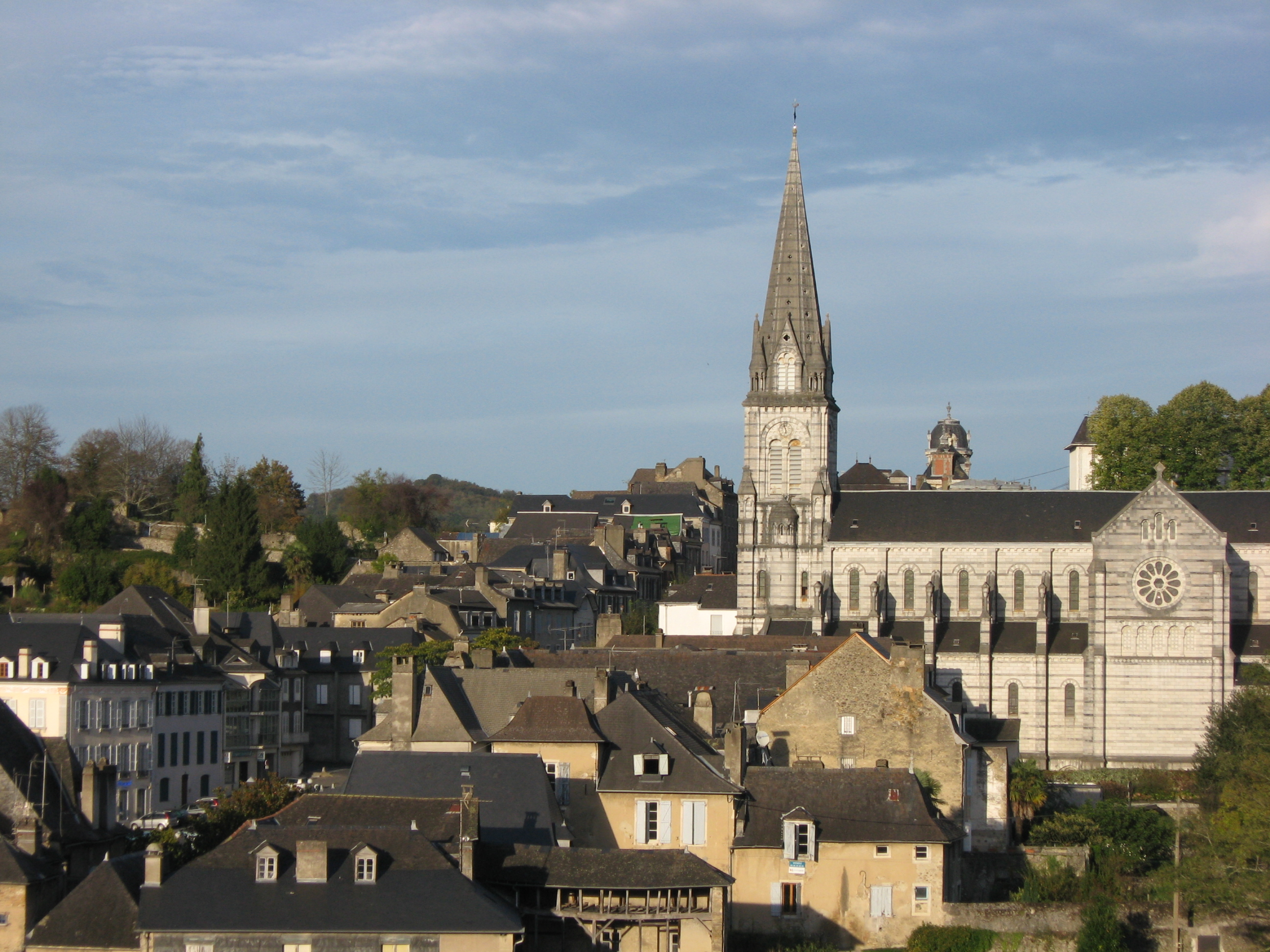
إجليز نوتردام
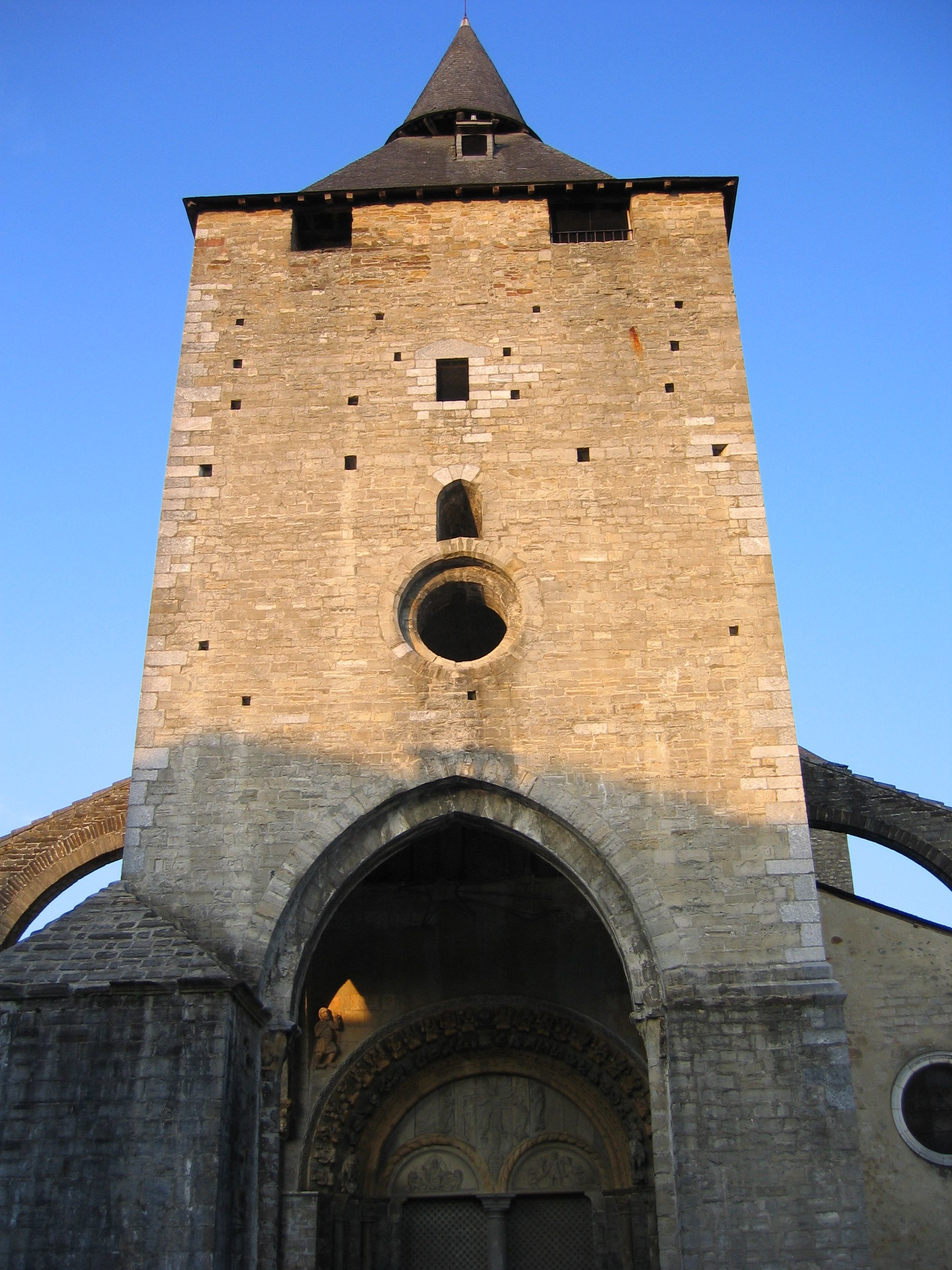
كاتدرائية سانت ماري
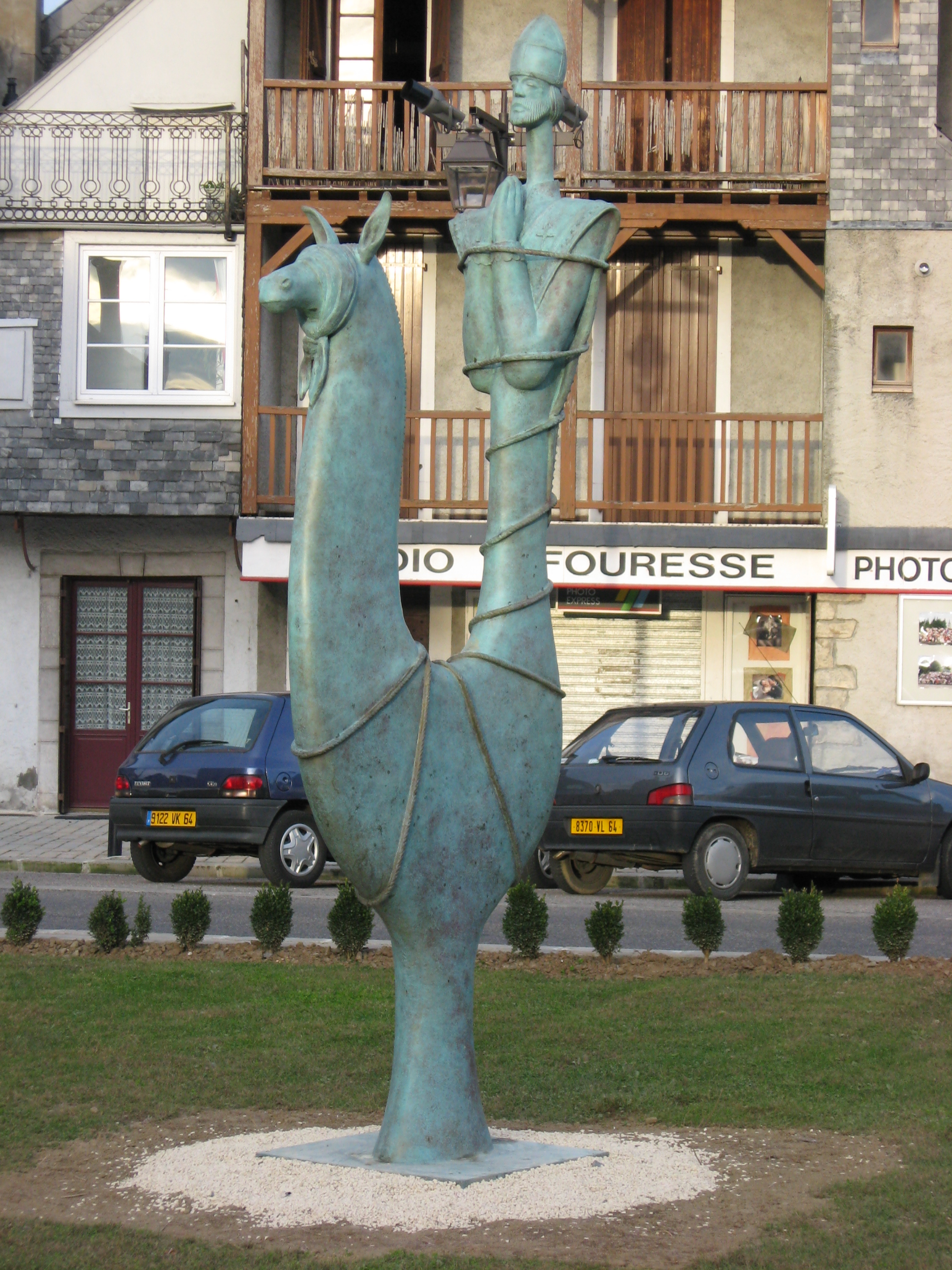
القديس العظيم

### الحياة الثقافية
تزدهر اولورون بعدة مهرجانات ومعارض منها:
- مهرجان الجاز Des Rives & Notes في عطلة نهاية الأسبوع الأولى من شهر يوليو
- «مهرجان أفلام الويب للهواة»، الذي ينظم كل فصل ربيع لعرض أفضل الأفلام القصيرة المنشورة على الإنترنت،
- معرض «كتاب بلا حدود» الذي أقيم في نهاية الأسبوع الثاني من شهر يونيو.

### فن الطهي في اولورون
تشتهر المدينة بالخضروات والفاصوليا واللحوم الشهية والغربور وجبن أوساو- إيراتي وبطعم شهي ابتكره خباز محلي في عام 1925 من معجنات «لو روس».

## مشاهير اولورون
كانت اولورون مسقط رأس لكل من:
- لويس بارثو (1862-1934)، سياسي من الجمهورية الثالثة
- كاتالين (1830-1922)، مستكشف
- كيتي لابيريت (1884–1960)، مغنية الأوبرا
- كميل لوبيز (مواليد 1989)، لاعب الرجبي